# Condor Aguzzoli
La Condor Aguzzoli è una vettura sportiva realizzata nel 1963.

## Sviluppo
L'idea di costruire la vettura venne proposta da Luigi Bertocco, ex collaudatore della Ferrari, e da Giovanni e Sergio Aguzzoli, i quali gestivano una concessionaria Alfa Romeo a Parma. La vettura venne poi materialmente realizzata dagli ex ingegneri Maserati Giorgio Neri e Luciano Bonacini. Il loro scopo finale era la costruzione di un mezzo da gara che sfruttasse la nuova concezione del propulsore in posizione posteriore/centrale introdotto dai costruttori inglesi già da qualche anno sulle loro vetture sportive. Il nome derivava dal cognome dei proprietari e dal soprannome di uno di essi.

## Tecnica
Il telaio era di tipo tubolare, mentre il propulsore era derivato da quello impiegato sull'Alfa Romeo TZ ed era gestito da un cambio Citroën ERSA modificato. La carrozzeria venne realizzata da Piero Drogo. Successivamente ne venne costruito anche un secondo esemplare equipaggiato con il propulsore dell'Alfa Romeo TZ gestito da un cambio Hewland e fornito di una carrozzeria in vetroresina disegnata da Franco Reggiani.

## Attività sportiva
La prima vettura venne testata sull'autodromo di Modena e, visti i soddisfacenti risultati, fu poi iscritta alla Coppa Fisa dal 1963. La Condor non prese però il via in quanto il pilota designato per condurla cambiò scuderia all'ultimo minuto. Successivamente, entrambi gli esemplari vennero schierati alla cronoscalata Trento-Bondone del 1964. Luigi Bertocco, con l'ultimo modello, si classificò settimo nella categoria Prototipi mentre Umberto Masetti, con il primo mezzo maggiorato a 1600 cc, si classificò sesto. Successivamente le due Condor corsero la gara in salita Cesana-Sestriere: Masetti si classificò di nuovo sesto, Bertocco si ritirò.
Alla successiva Coppa Fisa le cose andarono largamente meglio, con Ernesto Brambilla e Luigi Bertocco che conquistarono le prime due posizioni nella rispettiva classe. Visto il successo, venne decisa l'iscrizione alla 1000 km di Monza, ma entrambe le vetture si ritirarono. Si rifecero alla corsa in salita Castione de' Baratti - Neviano degli Arduini, dove batterono le Abarth 2000 nella rispettiva classe. Successivamente, a causa di problemi economici, la vettura venne impiegata solo da piloti privati per qualche altra gara prima di essere ritirata. Ciò nonostante, vinse la salita del Colle Sant'Eusebio e la Caprino – Spiazzi.